# أهل الخادم (يافع)

تعديل مصدري - تعديل

أهل الخادم هي إحدى قرى عزلة لبعوس بمديرية يافع التابعة لمحافظة لحج، بلغ تعداد سكانها 68 نسمة حسب تعداد اليمن لعام 2004.